# Bridge over Troubled Water
Издаден през януари 1970 година, Bridge Over Troubled Water е петият и последен албум на Саймън и Гарфънкъл. Във време когато оптимизмът на 60-те години на XX век е заместен от всеобщо безпокойство, едноименната песен от албума дава така нужното и красноречиво послание на надежда. Разнообразният в стилистично отношение албум дебютира в Билборд на 14 февруари и достига до първото място като се задържа там 10 седмици. Той съдържа в себе си четири сингъла стигнали до първа позиция. Bridge Over Troubled Water е отличен с награда Грами за Най-Добра Песен, Най-Добър звукозапис, Най-Добър Аранжимент за песента Bridge Over Troubled Water и Най-Добър Албум На Годината, което е и най-красивият завършек в кариерата на поп дуото.

## Списък на песните
1. Bridge Over Troubled Water – 4.52
2. El Condor Pasa (If I Could) – 3.06
3. Cecilia – 2.55
4. Keep The Customer Satisfied – 2.34
5. So Long, Frank Lloyd Wright – 3.41
6. The Boxer – 5.08
7. Baby Driver – 3.15
8. The Only Living Boy In New York – 3.57
9. Why Don't You Write Me – 2.46
10. Bye Bye Love – 2.53
11. Song For The Asking – 1.50

## 2001
През 2001 година албумът е преиздаден от Sony Music Entertainment, като са включени и две бонус парчета:
- 12. Feuilles – 1.42
- 13. Bridge Over Troubled Water – 4.46

## Членове
- Пол Саймън – вокал / китари
- Арт Гарфънкъл – вокал
- Фред Картър, младши – китари
- Хал Блейн – барабани
- Джо Осбърн – бас
- Лари Кнехтел – пиано / клавишни / аранжор